# 千葉県立旭農業高等学校

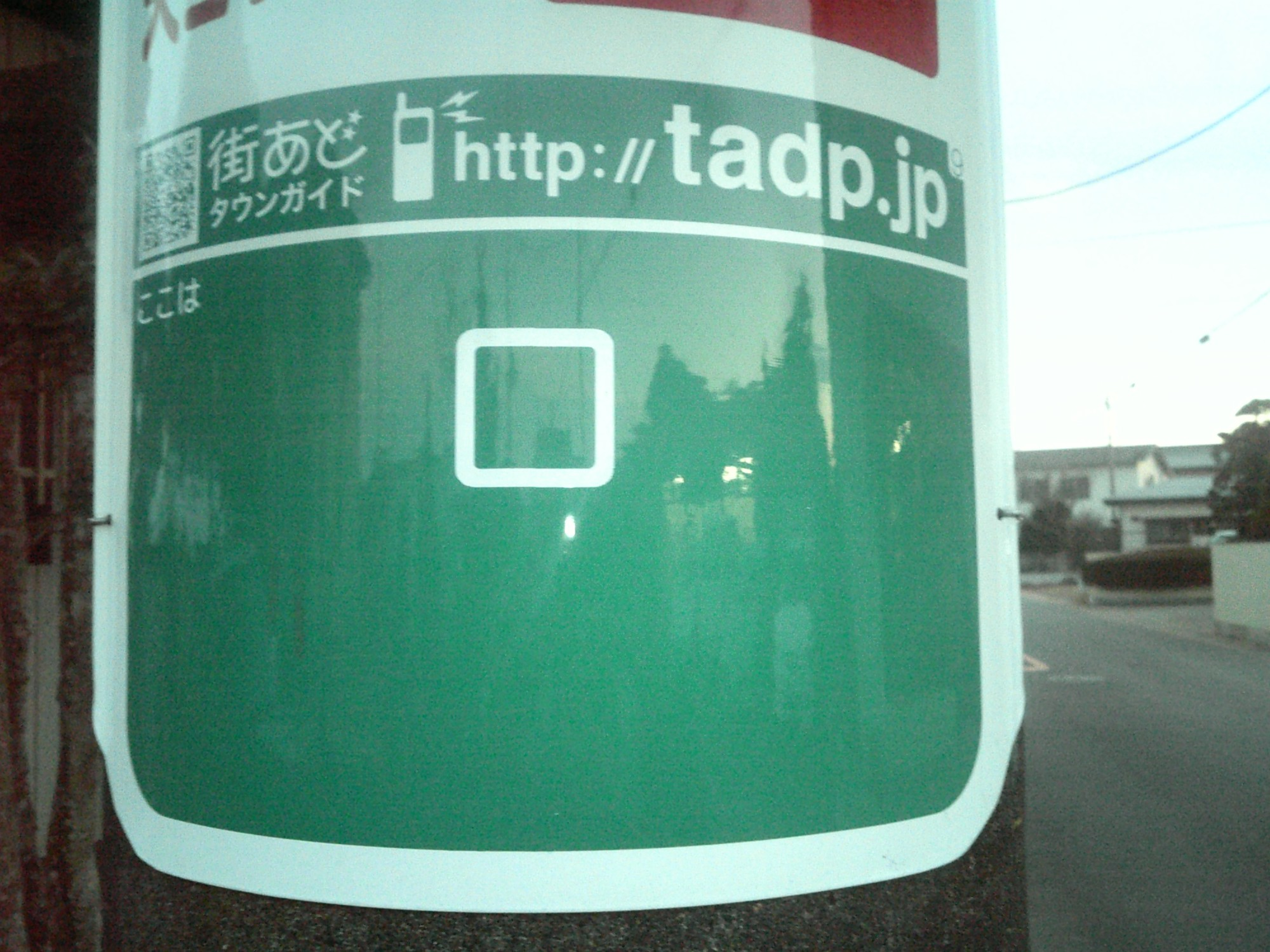
短い地名。写真は近隣電柱の住所案内

千葉県立旭農業高等学校（ちばけんりつ あさひのうぎょうこうとうがっこう）は、千葉県旭市ロ1番地に所在する公立の農業高等学校。2020年に創立110年を迎える伝統校である。

## 学科
- 全日制　　平成30年度より学科を変更[1]。
  - 畜産科
  - 生産技術科→園芸科
  - 生活科学科→令和元年終了最終卒業生
  - 生活科学科→食品科学科

## アクセス
- JR総武本線旭駅より徒歩11分

## 沿革
- 1911年 - 海上郡立農学校として開校
- 1923年 - 千葉県へ移管
- 1948年 - 千葉県立旭農業高等学校となる

## 著名な卒業生
- 明智忠直（元旭市長）
- 江波戸辰夫[2]（元八日市場市・匝瑳市長）
- 齊藤隆（元横芝光町長）
- 寺島隆太郎（元衆議院議員）